# 特基鎮區 (北卡羅萊納州桑普森縣)
特基鎮區（英語：Turkey Township）是位於美國北卡羅萊納州桑普森縣的一個鎮區。

## 地方資料
特基鎮區的面積為125.36平方千米，皆為陸地。根據2020年美國人口普查的數據，當地共有人口1814人，而人口密度為每平方千米14.47人。